# Купидон и бабочка
«Купидон и бабочка» («Амур с бабочкой», фр. L’Amour au Papillon) — картина известного живописца XIX века Адольфа Вильяма Бугро. Написана в 1888 году. В настоящее время находится в коллекции Фреда и Шери Росс (Art Renewal Center), Нью-Джерси, США.
Кнёдлер (M. Knoedler & Co.), приобрел эту работу у Бугро 2 июня 1888 года во время визита в мастерскую художника (еще до того как она была закончена) и заплатил 15000 франков.